# Quintette pour piano et cordes de Brahms
Pour les articles homonymes, voir Quintette pour piano et cordes.

Le Quintette pour piano en fa mineur opus 34 prend une place toute particulière dans l'œuvre de Brahms, non seulement à cause de son instrumentation singulière mais également par la complexité de l'histoire de sa genèse. On sait que Brahms détruisait les compositions qu'il ne considérait pas comme réussies. Mais, cette fois, il fit preuve d'une certaine patience.
L'œuvre fut projetée d'abord sous forme de quintette à cordes, mais fut vite écartée car Brahms était mécontent de ses timbres. Brahms la transforma alors en Sonate pour 2 pianos opus 34 b et la joua en public avec Tausig en avril 1864. Ce fut un échec. C'est le chef d'orchestre Hermann Levi qui suggéra à Brahms de remanier l'œuvre pour quintette avec piano. Clara Schumann, qui était enthousiasmée par la version originale, lui demanda de suivre les conseils de Levi et de retravailler son œuvre. Contrairement à ses habitudes, Brahms suivit le conseil.
Une orchestration en a été effectuée par Henk de Vlieger, et enregistrée par l' orchestre de Picardie sous la direction d' Arie van Beck, avec l'orchestration de la sonate pour piano n° 1.
Beaucoup considèrent que Brahms, avec cette œuvre, atteint la plénitude de ses moyens.
L'œuvre est en quatre mouvements :
1. Allegro non troppo  (fa mineur)
2. Andante, un poco adagio  (la  majeur)
3. Scherzo : Allegro  (do mineur - do majeur)
4. Finale : Poco sostenuto - Allegro non troppo - Presto, non troppo  (fa mineur)